# Doris Schmidts
Doris Schmidts, née le 10 octobre 1988 à Brașov dans le județ de Brașov en Roumanie, originaire de la région des saxons de Transylvanie, est une reine de beauté allemande habitant à Karlsruhe-Durlach. Elle a été couronnée « Miss Germany 2009 », le 14 février 2009 à l'Europa-Park de Rust. Ėtudiante en sciences économiques à l'Université de Heilbronn, elle s'était déjà qualifiée au concours de « Miss Bade-Wurtemberg ».